# Districte de Mongomo
El districte de Mongomo  és un districte de Guinea Equatorial, a la part nord-est de la província Wele-Nzas, a la regió continental del país. La capital del districte és Mongomo. El cens de 1994 hi mostrava 23.756 habitants.
El districte de Mongomo abasta el municipi de Mongomo juntament amb 56 Consells de Poblats (llogarets o petites viles). Entre aquestes, es troba la d'Acoacán, lloc de naixement del President Teodoro Obiang.